# Граф Уилтшир
Граф Уилтшир (англ. Earl of Wiltshire) — английский пэрский титул, известный с XII века. В настоящее время титул графа Уилтшира является одним из младших титулов маркизов Уинчестер, используясь в качестве титула учтивости.

## История титула
Впервые титул графа Уилтшира был создан в 1139 году королём Стефаном для виконта Леона Эрве I Ле Бретона. Эрве, женатый на незаконнорождённой дочери Стефана, поддерживал его в гражданской войне против императрицы Матильды. Однако уже в 1141 году он потерял свои английские владения, занятые сторонниками Матильды и был вынужден бежать в Бретань.
Около июня 1143 года императрица Матильда присвоила титул графа Уилтшира для своего соратника — Патрика, шерифа Уилтшира. Однако он и чаще использовал титул «граф Солсбери» по названию административного центра графства Уилтшир, это название постепенно вытеснило титул графа Уилтшира.
Следующая креация титула графа Уилтшира (титул графа Солсбери к тому моменту стал самостоятельным титулом) состоялась в 1397 году, когда король Ричард II воссоздал титул для своего соратника Уильяма ле Скрупа. После свержения Ричарда II в 1399 году Генри Болинброком, ставшим королём Англии под именем Генриха IV, Уильям ле Скруп был им казнён без суда, а титул конфискован.
В 1449 году титул графа Уилтшира был воссоздан для Джеймса Батлера, наследника 4-го графа Ормонда. В 1452 году Джеймс унаследовал и отцовский титул. Он участвовал в войне Алой и Белой розы на стороне Ланкастеров, но в битве при Таутоне попал в плен к Йоркистам и был казнён 1 мая 1461 года, а титул графа Уилтшира угас.
5 января 1470 года состоялась новая креация титула для Джона Стаффорда, младшего сына 1-го герцога Бэкингема и одного из соратников короля Эдуарда IV. После смерти его сына, Эдварда Стаффорда, 2-го графа Уилтшира, титул угас, однако в 1510 году титул был восстановлен для его родственника Генри Стаффорда, младшего сына 2-го герцога Бэкингема. Детей Генри не оставил, поэтому после его смерти в 1523 титул вновь угас.
Следующая креация титула состоялась в 1529 году, его получил Томас Болейн, отец Анны Болейн, ставшей в 1533 году женой короля Генриха VIII. Он сохранил свои титулы, несмотря на казнь в 1536 году Анны и единственного выжившего сына, но после его смерти в 1539 году титул графа Уилтшира угас.
В 1550 году состоялась последняя креация титула графа Уилтшира, который получил Уильям Паулет, 1-й барон Сент-Джон из Бейзинга, получивший в 1551 году ещё и титул маркиза Уинчестера. В роде Паулетов титул графа Уилтшира находится до сих пор, используясь в качестве титула учтивости. В настоящий момент титул носит Кристофер Джон Паулет, 19-й маркиз Уинчестер и 19-й граф Уилтшир, его сын Майкл Джон Паулет использует титул графа Уилтшира в качестве титула учтивости.

## Графы Уилтшир

### Граф Уилтшир, первая креация (1139)
- 1139—1141: Эрве Ле Бретон (ум. 1168), виконт Леона с 1103, граф Уилтшир в 1139—1141

Титул конфискован в 1141 году.

### Граф Уилтшир, креация императрицы Матильды (ок. 1143)
Позже титул «граф Уилтшир» трансформировался в титул «граф Солсбери».
- ок. 1143 — 1168: Патрик де Солсбери (ум. 1168), 1-й граф Уилтшир с ок. 1143, шериф Солсбери, обычно использовал титул «граф Солсбери»[9]
- 1168—1196: Уильям Фиц-Патрик (ум. 1196), 2-й граф Уилтшир/Солсбери с 1168, сын предыдущего[9]
- 1196—1261: Эла (ок. 1191/1192 — 24 августа 1261), 3-я графиня Солсбери с 1196, дочь предыдущего[9]
муж: Уильям Лонгспи (1176 — 7 марта 1226), граф Солсбери (по праву жены) с 1196[9]
- 1261 — 1306/1310: Маргарет Лонгспи (ок. 1255—1306/1310), 4-я графиня Солсбери (де-юре) с 1261, правнучка предыдущих[9]
муж: Генри де Ласи (6/13 января 1251 — 5 февраля 1311), 3-й граф Линкольн с 1258
- 1306/1310 — 1348: Элис де Ласи (25 декабря 1281 — 2 октября 1348), 4-я графиня Линкольн с 1311, 5-я графиня Солсбери (де-юре) с 1306/1310, дочь предыдущих[9]

### Граф Уилтшир, вторая креация (1397)
- 1397—1399: Уильям ле Скруп (ок. 1350—1399), 1-й граф Уилтшир с 1397, король островов Мэн и Уайт с 1393, верховный казначей Англии с 1398[1]

В 1399 году титул был конфискован.

### Граф Уилтшир, третья креация (1449)
- 1449—1461: Джеймс Батлер (24 ноября 1420 — 1 мая 1461), 5-й граф Ормонд с 1452, 1-й граф Уилтшир с 1449[10][2]

В 1461 году титул угас.

### Граф Уилтшир, четвёртая креация (1470)
- 1470—1473: Джон Стаффорд (24 ноября ок. 1427 — 8 мая 1473), 1-й граф Уилтшир с 1470, главный дворецкий Англии с 1471[3]
- 1473—1499: Эдвард Стаффорд (7 апреля 1470 — 24 марта 1499), 2-й граф Уилтшир с 1473, сын предыдущего[4]

В 1499 году титул угас.

### Граф Уилтшир, пятая креация (1510)
- 1510—1523: Генри Стаффорд (ок. 1479 — 6 марта 1523), 1-й граф Уилтшир с 1510 года[5]

### Граф Уилтшир, шестая креация (1529)
- 1529—1539: Томас Болейн (ок. 1477 — 12 марта 1539), 1-й виконт Рочфорд с 1525, 1-й граф Уилтшир и 1-й граф Ормонд с 1529, лорд-казначей королевского двора в 1521—1525, лорд-хранитель малой печати в 1530—1536[7][6]

В 1539 году титул угас.

### Граф Уилтшир, седьмая креация (1550)

Герб Паулетов, маркизов Уинчестер

- 1550—1572: Уильям Паулет (ок. 1483 — 10 марта 1572), 1-й барон Сент-Джон из Бейзинга (с 1539 года), 1-й граф Уилтшир (с 1550 года), 1-й маркиз Уинчестер (с 1551 года)[11].
- 1572—1576: Джон Паулет (ум. 4 ноября 1576), лорд Сент-Джон из Бейзинга (1544—1572), 2-й маркиз Уинчестер, 2-й граф Уилтшир и 2-й барон Сент-Джон из Бейзинга (всё — с 1572 года); сын предыдущего[12].
- 1576—1598: Уильям Паулет (ум. 24 ноября 1598), лорд Сент-Джон из Бейзинга (1572—1576), 3-й маркиз Уинчестер, 3-й граф Уилтшир и 3-й барон Сент-Джон из Бейзинга (всё — с 1576 года); сын предыдущего[13].
- 1598—1628: Уильям Паулет (ум. 4 февраля 1628), лорд Сент-Джон из Бейзинга (1576—1596), 4-й маркиз Уинчестер, 4-й граф Уилтшир и 4-й барон Сент-Джон из Бейзинга (всё — с 1598 года); сын предыдущего[14].
- 1628—1675: Джон Паулет (ум. 5 марта 1675), лорд Сент-Джон из Бейзинга (1621—1628), 5-й маркиз Уинчестер, 5-й граф Уилтшир и 5-й барон Сент-Джон из Бейзинга (всё — 1628 года); сын предыдущего[15].
- 1675—1699: Чарльз Паулет (ок. 1630 — 27 февраля 1699), лорд Сент-Джон из Бейзинга (с ок. 1630 до 1675 годы), 6-й маркиз Уинчестер, 6-й граф Уилтшир и 6-й барон Сент-Джон из Бейзинга (всё — 1675 года), 1-й герцог Болтон (с 1689 года); сын предыдущего[16].
- 1699—1722: Чарльз Паулет (1661 — 21 января 1722), граф Уилтшир (1675—1689), маркиз Уинчестер (1689—1699), 2-й герцог Болтон, 7-й маркиз Уинчестер, 7-й граф Уилтшир и 7-й барон Сент-Джон из Бейзинга (всё — с 1699 года); сын предыдущего[17].
- 1722—1754: Чарльз Паулет (3 сентября 1685 — 26 августа 1754), граф Уилтшир (1689—1699), маркиз Уинчестер (1699—1722), 1-й барон Паулет из Бейзинга (с 1717 года), 3-й герцог Болтон, 8-й маркиз Уинчестер, 8-й граф Уилтшир и 8-й барон Сент-Джон из Бейзинга (всё — с 1722 года); сын предыдущего[18].
- 1754—1759: Гарри Паулет (24 июля 1691 — 9 октября 1759), лорд Паулет (1691—1754), 4-й герцог Болтон, 9-й маркиз Уинчестер, 9-й граф Уилтшир и 9-й барон Сент-Джон из Бейзинга (всё — с 1754 года), брат предыдущего[19].
- 1759—1765: Чарльз Паулет (ок. 1718 — 5 июля 1765), маркиз Уинчестер (1754—1759), 5-й герцог Болтон, 10-й маркиз Уинчестер, 10-й граф Уилтшир и 10-й барон Сент-Джон из Бейзинга (всё — с 1759); сын предыдущего[20]
- 1765—1794: Гарри Паулет (6 ноября 1720 — 25 декабря 1794), 6-й герцог Болтон, 11-й маркиз Уинчестер, 11-й граф Уилтшир и 11-й барон Сент-Джон из Бейзинга с 1765, брат предыдущего[21].
- 1794—1800: Джордж Паулет (ум. 22 апреля 1800), 12-й маркиз Уинчестер, 12-й граф Уилтшир и 12-й барон Сент-Джон из Бейзинга (всё — с 1794 года); праправнук Генри Паулета, младшего сына 4-го маркиза Уинчестера, четвероюродный дядя предыдущего[22].
- 1800—1843: Чарльз Инголдсби Паулет (30 января 1765 — 29 ноября 1843), граф Уилтшир (1794—1800), 13-й маркиз Уинчестер, 13-й граф Уилтшир и 13-й барон Сент-Джон из Бейзинга (всё — с 1800 года); сын предыдущего[23].
- 1843—1887: Джон Паулет (3 июня 1801 — 4 июля 1887), граф Уилтшир (1801—1843), 14-й маркиз Уинчестер, 14-й граф Уилтшир и 14-й барон Сент-Джон из Бейзинга (всё — с 1843 года); сын предыдущего[24].
- 1887—1899: Август Джон Генри Бомонт Паулет (6 февраля 1858 — 11 декабря 1899), граф Уилтшир (1858—1887), 15-й маркиз Уинчестер, 15-й граф Уилтшир и 15-й барон Сент-Джон из Бейзинга (всё — с 1887 года); сын предыдущего[25].
- 1899—1962: Генри Уильям Монтегю Паулет (30 октября 1862 — 28 июня 1962), лорд Паулет (1862—1899), 16-й маркиз Уинчестер, 16-й граф Уилтшир и 16-й барон Сент-Джон из Бейзинга (всё — с 1899 года); брат предыдущего[26].
- 1962—1968: Ричард Чарльз Паулет (8 июля 1905 — 5 марта 1968), 17-й маркиз Уинчестер, 17-й граф Уилтшир и 17-й барон Сент-Джон из Бейзинга (всё — с 1962 года); правнук Чарльза Паулета, сына 13-го маркиза Уинчестера, троюродный внук предыдущего[27].
- 1968—2016: Найджел Джордж Паулет (23 декабря 1941 — 8 апреля 2016), 18-й маркиз Уинчестер, 18-й граф Уилтшир и 18-й барон Сент-Джон из Бейзинга (всё — с 1968 года); двоюродный племянник предыдущего[28].
- с 2016: Кристофер Джон Паулет (род. 30 июля 1969), 19-й маркиз Уинчестер, 19-й граф Уилтшир и 19-й барон Сент-Джон из Бейзинга (всё — с 2016 года); сын предыдущего[29].
  - Майкл Джон Паулет(род. 31 августа 1999), граф Уилтшир (с 2016), старший сын предыдущего[8].